# Суханов, Александр Сергеевич
Алекса́ндр Серге́евич Суха́нов (6 мая 1933, Москва — 28 сентября 1989, там же) — советский хозяйственный, государственный и политический деятель, Герой Социалистического Труда.

## Биография
Родился в 1933 году в Москве. Член КПСС с 1970 года.
С 1948 года — на хозяйственной, общественной и политической работе. В 1948—1989 гг. — слесарь-инструментальщик на машиностроительном заводе, в Советской Армии, проходчик, бригадир проходчиков строительно-монтажного управления № 8 Московского метрополитена Министерства транспортного строительства СССР. Принимал участие в сооружении тоннелей Таганско-Краснопресненской линии метро, был инициатором внедрения прогрессивной технологи проходки тоннелей.
Указом Президиума Верховного Совета СССР от 30 апреля 1976 года присвоено звание Героя Социалистического Труда с вручением ордена Ленина и золотой медали «Серп и Молот».
Избирался депутатом Верховного Совета СССР 10-го и 11-го созывов.
Делегат XXVI и XXVII съездов КПСС.
Трагически погиб в результате несчастного случая при строительстве Люблинско-Дмитровской линии метрополитена в Москве в 1989 году. Похоронен в городе Домодедово Московской области на Старом городском кладбище.